# Robert Potash
Robert A. Potash (Boston, Massachusetts, 2 de enero de 1921-Amherst, 30 de diciembre de 2016) fue un historiador estadounidense que se ha especializado en estudiar el papel de los militares en la historia argentina. Entre sus libros se destacan El Ejército y la Política en la República Argentina (3 tomos) y Perón y el GOU. Era profesor emérito de la Universidad de Massachusetts Amherst.

## Biografía
Realizó sus estudios secundarios en la Escuela Latina de Boston y sus estudios universitarios en la Universidad de Harvard, donde se recibió de Bachelor of Arts en Historia, en 1942. Entre 1942 y 1946 se desempeñó en el Ejército de Estados Unidos, once meses de este período en el área del Pacífico.
En 1947 obtuvo el máster de Historia del Arte en Harvard y en 1953 el doctorado en Historia Mexicana. En la década de 1950, Potash fue contratado por la Universidad de Massachusetts en Amherst, eligiendo como temas de investigación la historia económica de México y la relación entre el Ejército y la política en Argentina, tema que lo ocupó desde entonces.
Su libro El Ejército y la Política en la República Argentina (1928-1973), en tres tomos, revolucionó la historiografía argentina, al realizar un estudio exhaustivo del actor principal de la historia argentina en ese período, marcado por los golpes de Estado militares.
Fue nombrado miembro correspondiente de la Academia Nacional de la Historia de la República Argentina y en México como corresponsal de la Academia Mexicana de la Historia.
Falleció el 30 de diciembre de 2016 a los 95 años de edad.

## Obras
- El Banco de Avío de México. El fomento de la industria, 1821-1846 (1959), edición revisada (1986), México:Fondo de Cultura Económica
- El ejército y la política en la Argentina, 1928-1945. De Yrigoyen a Perón (1971), Buenos Aires:Sudamericana
- El ejército y la política en la Argentina, 1945-1962. De Perón a Frondizi (1980), Buenos Aires: Sudamericana
- El ejército y la política en la Argentina, 1962-1973. De la caída de Frondizi a la restauración peronista, Primera parte, 1962-1966 (1994), Buenos Aires: Sudamericana
- El ejército y la política en la Argentina, 1962-1973. De la caída de Frondizi a la restauración peronista, Segunda parte, 1966-1973 (1994), Buenos Aires:Sudamericana
- Perón y el GOU. Los documentos de una logia secreta (1984), Buenos Aires:Sudamericana